# Anna Gras
Anna Gras (Barcelona, 31 de octubre de 1980) es una actriz española. Conocida por haber participado en distintas series de televisión españolas, como La que se avecina, La peluquería, La casa de papel y Sé quien eres.

## Biografía
Anna empezó sus estudios en España pero más tarde siguió con ellos en Nueva York. Sus primeros pasos en la actuación van de la mano de Pep Antón Gómez en una compañía de teatro en la Universidad Pompeu de Barcelona, en esta compañía realiza obras como Sueño de una noche de verano como Hermia o también Un sombrero de paja de Italia como la Baronesa.
Tras terminar sus estudios de secundaria empieza la carrera de derecho y tras terminarla empieza la carrera de arte dramático, compagina los estudios con la danza y el canto. Tras finalizar sus estudios en el conservatorio ficha por Mamá Carlota, compartiendo trama con Rosario Pardo, Marcel Borràs, Ferran Rañé, entre otros.
Tras varios años interpretando papeles secundarios, en 2014 participa en un capítulo de La que se avecina interpretando a Begoña, una chica que se encuentra en el manicomio donde ingresan a Maite (Eva Isanta) y a Violeta (Silvia Abril). Tras esto participa en la película Ahora o nunca protagonizada por Dani Rovira y María Valverde.
En 2015 formó parte del elenco de Big Band Clan, primera serie original de no animación de Clan, canal infantil perteneciente a RTVE. Interpretó a la Directora Amanda.
En 2017 participa en un capítulo de la serie de Telecinco, Sé quien eres. Ese mismo año ficha por La casa de papel la nueva serie para Antena 3 en ella interpreta a Mercedes Colmenar, la profesora de los alumnos que se encuentran secuestrados en la Fábrica Nacional de Moneda y Timbre, compartiendo tramas con Úrsula Corberó, Pedro Alonso, Paco Tous, Alba Flores, entre otros.
En verano de 2017 estrena en La 1, La peluquería una sitcom que se desarrolla en una peluquería de barrio, interpreta a Marga, peluquera y amiga de Nati (Chiqui Fernández) y compañera de Paloma (Bárbara Mestanza).

## Curiosidades
Anna habla castellano, catalán e inglés. Además tiene conocimientos de italiano y de francés. Entre sus aficiones se encuentra la hípica, que practica desde pequeña.

## Filmografía

### Series de televisión
| Año  | Título                   | Personaje               | Cadena      | Notas         |
| ---- | ------------------------ | ----------------------- | ----------- | ------------- |
| 2008 | Mamá Carlota             | Carla                   | TV3         | ¿? episodios  |
| 2012 | Kubala, Moreno i Manchón |                         | TV3         | 1 episodio    |
| 2014 | La que se avecina        | Begoña                  | Telecinco   | 1 episodio    |
| 2015 | Big Band Clan            | Amanda                  | Clan        | 23 episodios  |
| 2017 | Sé quien eres            | Enfermera Charry        | Telecinco   | 1 episodio    |
| 2017 | La casa de papel         | Mercedes Colmenar       | Antena 3    | 14 episodios  |
| 2017 | La peluquería            | Margarita "Marga" Gómez | La 1        | 118 episodios |
| 2019 | Benvinguts a la família  | Ayla Novell             | TV3         | 7 episodios   |
| 2024 | Mamen Mayo               | Victoria Fernández      | SkyShowtime | 2 episodios   |

### Cine
| Año  | Título                 | Personaje          | Notas            |
| ---- | ---------------------- | ------------------ | ---------------- |
| 2011 | All Stars 2: Old Stars | Jose               | Papel secundario |
| 2011 | Copito de nieve        | Minyona Luc de Sac | Papel secundario |
| 2015 | Ahora o nunca          | Seis               | Papel secundario |
| 2024 | Yo no soy esa          | Amiga Montse       | Papel secundario |
| 2024 | Mamífera               | Carme              | Papel secundario |